# Belle Isle-sundet
Belle Isle-sundet (engelska: Strait of Belle Isle, franska: Détroit de Belle Isle) är ett sund i Kanada mellan Labradorhalvön och Newfoundlandön i provinsen Newfoundland och Labrador. Sundet är cirka 125 kilometer långt och har en bredd på 60 kilometer vid det bredaste stället till 15 kilometer vid det smalaste stället. Det är i genomsnitt 18 kilometer brett.
Sundet förbinder Saint Lawrenceviken med Labradorhavet. Ön Belle Isle ligger i sundets norra mynning. Det ligger ofta en dimma över sundet, då den kalla Labradorströmmen passerar utanför.